# Oostdorp (Bergen)
Oostdorp   is een voormalige buurtschap in de gemeente Bergen in de Nederlandse provincie Noord-Holland. De buurtschap lag ten zuidwesten van Zanegeest rondom de Filarskiweg, tussen het Zakedijkje en de Kogendijk in de Zuurvenspolder en is in de jaren 70 van de twintigste eeuw onderdeel geworden van de wijk Tuin- en Oostdorp, de oostelijke uitbreiding van Bergen. 
Dorpen en gehuchten: Aagtdorp · Bergen · Bergen aan Zee · Bregtdorp · Catrijp · Camperduin · Egmond aan den Hoef · Egmond aan Zee · Egmond-Binnen · Groet · Hargen · Rinnegom · Schoorl · Schoorldam (deels) · Wimmenum

Buurtschappen: Duyncroft · Egmondermeer · Het Woud · Westdorp · Zanegeest

Badplaatsen (zonder woonkern): Hargen aan Zee · Schoorl aan Zee

Voormalige buurtschappen: Oostdorp · Oudburg

Voormalige gemeenten: Bergen · Egmond · Schoorl

Noord-Holland: Steden en dorpen      Nederland: Provincies · Gemeenten